# Paralaophonte longipes
Paralaophonte longipes är en kräftdjursart. Paralaophonte longipes ingår i släktet Paralaophonte och familjen Laophontidae. Inga underarter finns listade i Catalogue of Life.